# Dmitrij Konstantinovič Beljaev
Dmitrij Konstantinovič Beljaev (in russo Дмитрий Константинович Беляев?; Kostroma, 4 luglio 1917 – Novosibirsk, 14 novembre 1985) è stato un genetista e zoologo sovietico che è stato direttore dell'Istituto di citologia e genetica dell'Accademia delle scienze dell'URSS, dal 1959 al 1985.